# Дібрівськ
Ді́брівськ — село у Зарічненській громаді Вараського району Рівненської області України.
Неподалік від села розташований Дібрівський гідрологічний заказник.

## Історія
Згідно з даними краєзнавиці Валентини Тумаш-Ляховець перша згадка про Дібрівськ відноситься до 1621 року. Ця дата зафіксована у великій судовій справі містечка Городна, яка зберігається у Національному історичному архіві Білорусі (НІАБ, фонд 179, опис 1, справа 242, том 2, арк. 544). 
|  | На суді в 1803 році жителі Городної намагалися довести, що вони незалежні від Пінської економії. Адвокат городенців Фелікс Абрамовський для підтвердженням цього доказу представив документ — «решение асессорское между экономии Пинской крестьянами а князем Збаражским 1621 года сентября 18». У цьому рішенні початку ХVІІ століття не було підтвердження, що містечко Городна стало частиною Пінської економії, а названі лише окремі села біля містечка. Серед назв, зафіксованих на фотофрагменті цієї справи, є й село Дубровсько. |

У польськомовному документі 1658 року, вміщеному у 131 книзі Литовської метрики, також міститься згадка про Дібрівськ: «Дозвіл вельможній Кристині Ганні з Любомирських княгині Радзивілловій, дружині канцлера ВКЛ, старостині гнівській, ковенській, вельонській, гераньонській, липниській, щоб могла відмовитися від Кигирівського війтівства з містечком Городною і селами Паре, Вовчиці, Ладорож, Нечатов, Жовкинь, Ласицьк, Вуйвичі, Радчицьк, Серники. Витчівка, Сварицевичі, Дубрівськ, Заморочення, Озерськ на користь пана Яна Кароля Млоцького, старости пінського й гельметського».
Після Другого поділу Речі Посполитої у 1793 році Дібрівськ став частиною Російської імперії, увійшов до складу Пінського повітуМінської губернії. Власної церкви у селі не було, належало до парафії Серник Мінської єпархії.
Станом на 1909 рік Дібрівськ був у складі Морочанської волості Пінського повіту, налічував 92 двори та 620 осіб населення.
У міжвоєнний період 1920–1939 років село входило до Пінського повіту Поліського воєводства Польської Республіки.
Восени 1939 року Дібрівськ за пактом Молотова – Ріббентропа перейшов до СРСР, а з початком німецько-радянської війни 3 липня 1941 року село було окуповане німецькими військами. Повторно був зайнятий Червоною армією 1 лютого 1944 року і в селі остаточно утвердилася радянська влада. У післявоєнний час Дібрівськ був включений до Зарічненського району Рівненської області.

## Населення
За переписом населення 2001 року в селі мешкало 1 667 осіб.

### Мова
Розподіл населення за рідною мовою за даними перепису 2001 року:
| Мова       | Відсоток |
| ---------- | -------- |
| українська | 99,76 %  |
| російська  | 0,18 %   |
| молдовська | 0,06 %   |

## Соціальна сфера
У Дібрівську є школа І-ІІІ ступенів, лікарська амбулаторія, сільський клуб, бібліотека, відділення зв'язку.

## Відомі люди

### Ветерани Німецько-радянської війни
- Швая Сидір Петрович. Свій бойовий шлях розпочав в 1941 році. Визволяв такі міста України: Рокитно, Київ, дійшов аж до самої Німеччини. Додому повернувся в 1945 році. Нагороджений:
  - орденом Орден Великої Вітчизняної війни І ступеня,
  - медаллю Медаль «30-ти річчя Перемоги»
  - ювілейною медаллю « За Перемогу над Німеччиною»
  - ювілейною медаллю «60-ти річчя Збройних Сил СРСР» Медаль «60 років Збройних Сил СРСР»

- Шепелевич Яків Пилипович